# ساندي فورد
ساندي فورد (بالإنجليزية: Sandy Ford)‏ هو عازف قيثارة ومغني بريطاني، ولد في 4 أبريل 1940.